# Lijst van Molukse voetbalverenigingen in Nederland
Dit is een lijst van voetbalclubs die aangesloten en/of actief zijn geweest in het Moluks voetbal in Nederland.
De onderstaande voetbalverenigingen namen deel aan de (Zuid-)Molukse voetballerij in Nederland en speelden mee op voetbaltoernooien die door de Molukse gemeenschap georganiseerd werden tijdens de zomermaanden, zoals de prestigieuze Soumokil-beker.
Niet alle voetbalverenigingen kwamen uit in het Nederlands voetbal, daar zij niet geregistreerd stonden bij de KNVB of deelnamen aan haar competities. In de beginjaren bezitten een aantal spelers eveneens geen Nederlands paspoort (noch de Indonesische) en was de Republiek der Zuid-Molukken (RMS) hun ideaal en werd er — ondanks dat de wedstrijden gespeeld werden op Nederlands grondgebied — gespeeld onder de Zuid-Molukse vlag.

## Legenda
(1) achter de clubnaam - Zijn meerdere clubs met dezelfde naam geweest, echter zijn verschillende clubs.
   bij Actief sinds - Club is opgericht, echter de datum hiervan is onbekend.
   bij Actief tot - Club is opgeheven, datum hiervan is echter onbekend, of nog altijd actief.
| Club               | Plaats                             | Actief sinds      | Actief tot | Bijzonderheden |
| ------------------ | ---------------------------------- | ----------------- | ---------- | --- |
| AC Pash            | Hoogezand                          | Vraag             | Vraag      | |
| AH '78             | Kamp Almere, Huizen                | Vraag             | Vraag      | In 1978 sloot de club zich formeel aan bij de KNVB. |
| Bintang Maluku     | Deventer                           | Vraag             | Vraag      | |
| Black Boys         | Woonoord Schattenberg              | 1951              | 1962       | Club van de jongens uit de barakken met centrale verwarming. Fusie met Molukse Boys in 1962 tot FC Amboina.                                                      |
| Boga Boga          | Heer                               | Vraag             | Vraag      | |
| Bunga Belimbing    | Leerdam                            | Vraag             | Vraag      | |
| BVV                | Kamp Beugelen, Staphorst           | 1956              | 1962       | Ging na een verhuizing vanaf 1963 verder als FC Tunas. |
| Condor             | Breda                              | Vraag             | Vraag      | |
| FC Amboina         | Assen                              | april 1962        |            | Formeel opgericht in 1965 en sindsdien aangesloten bij de KNVB.                                                                                                  |
| FC Arizona         | Leerdam                            | Vraag             | Vraag      | |
| FC Bintang Muda    | Lunteren                           | Vraag             | Vraag      | Team bestaande uit Molukse spelers van VV Lunteren. |
| FC Bintang Timur   | Ede                                | Vraag             | Vraag      | |
| FC Chobitas        | Haarlem                            | 1 juni 1970       | Vraag      | |
| FC Ewab            | Nistelrode                         | 4 augustus 1968   | 2002       | Formeel opgericht in april 1981 en aangesloten bij de KNVB. Ontbonden in 2002.                                                                                   |
| FC Garuda          | Oisterwijk                         | 13 september 1968 | Vraag      | |
| FC Kakatua         | Wormerveer                         | 30 juni 2017      | Vraag      | Geregistreerd bij de KNVB als zaalvoetbalclub. |
| FC Kolang          | Wierden                            | Vraag             | Vraag      | |
| FC Kondo Budjang   | Zaandam                            | 7 mei 1971        | Vraag      | Formeel opgericht op 7 mei 1971 en aangesloten bij de KNVB als zaalvoetbalclub.                                                                                  |
| FC Maluku          | Capelle aan den IJssel             | 1 juli 1961       | 2005       | Was aangesloten bij de KNVB. |
| FC Mutiara         | Breda                              | Vraag             | Vraag      | |
| FC Muturana        | Breda                              | Vraag             | Vraag      | |
| FC Pellor          | Den Helder                         | 1 juli 1977       | Vraag      | Geregistreerd bij de KNVB als zaalvoetbalclub. |
| FC Pusparagam      | Leerdam                            | 1970              | Vraag      | — |
| FC Ridderkerk      | Ridderkerk                         | Vraag             | Vraag      | |
| FC Rio             | Vaassen                            | Vraag             | Vraag      | |
| FC Sagu Boys       | IJsseloord, Capelle aan den IJssel | 1960              | 1988       | Was aangesloten bij de RVB. |
| FC Salawaku        | Venlo                              | Vraag             | Vraag      | Tak van de Molukse stichting Salawaku. |
| FC Simbar          | Cuijk                              | Vraag             | Vraag      | |
| FC Snodenhoek      | Woonoord Snodenhoek, Elst          | 1955              | Vraag      | Club uit de barakken in Snodenhoek, nabij Elst. |
| FC Tjili Padi      | Waalwijk                           | 1968              | 1983?      | Ook wel FC Tjili-Padi `68 genoemd. |
| FC Tunas           | Hoogeveen                          | 1964              | Vraag      | Tussen 1964 en 1968 lid van de KNVB. Vanaf 2014 weer geregistreerd bij de KNVB als zaalvoetbalclub.                                                              |
| Hai Nuela          | Woerden                            | Vraag             | Vraag      | |
| Inter Maluku       | Apeldoorn                          | Vraag             | Vraag      | |
| Islam Maluku       | Kamp Wyldemerk, Balk               | Vraag             | Vraag      | Club van de Ambonese moslims. |
| Jong Ambon         | Geleen                             | Vraag             | Vraag      | — |
| Jong Ambon         | Middelburg                         | 1952              | —          | Formeel opgericht op 14 juni 1958 en aangesloten bij de KNVB. |
| Koaldor            | Dordrecht                          | Vraag             | Vraag      | |
| Lawa Mena          | Twello                             | 1968              | Vraag      | Voetbbaltak van de Stichting Lawa Mena in Teuge en nadien uit Twello.                                                                                            |
| Merpati            | Geleen                             | Vraag             | Vraag      | Voetbaltak van de Stichting Merpati in Geleen. |
| Molukse Boys       | Woonoord Schattenberg              | 1951              | 1962       | Fusie met Black Boys in 1962 tot FC Amboina. |
| MSV Amsterdam      | Amsterdam                          | Vraag             | Vraag      | |
| Nona Maluku        | Arnhem                             | 2015              | Vraag      | Vrouwenvoetbalteam. |
| RKSV Ambon         | Amsterdam                          | 1946              | 1972       | Fusie met RKSV ODOS in 1972 tot SC Oriënt. |
| Real Lunet         | Woonoord Lunetten, Vught           | Vraag             | Vraag      | Formeel opgericht op 13 mei 1969 en aangesloten bij de KNVB. |
| Sageru             | Culemborg                          | Vraag             | Vraag      | — |
| SC CHANS           | Tiel                               | 1962              | 2015       | In KNVB-competitieverband geïntegreerd bij TSV Theole. |
| SC Mena Muria      | Tilburg                            | 1970              | 1978?      | In 1970 geregistreerd bij de KNVB, waar ze een seizoen in de Tweede klas B van BVB speelde. Vanwege misdragingen uitgesloten van competitievoetbal in juni 1971. |
| Sinar Maluku       | Maarssen                           | Vraag             | ± 1970     | Zomeravondelftal |
| Sinar Maluku       | Vaassen                            | 1 juni 1976       | 1997       | Ontbonden in 1997. |
| Sinjo Maluku Madju | Tilburg                            | Vraag             | Vraag      | |
| Sporting Ambon     | De Ooi, Doesburg                   | 1973              | 1993       | Gefuseerd in 1993 met SV Doesburg’65 tot SC Doesburg. |
| SV Bintang Muda    | Culemborg                          | Vraag             | Vraag      | |
| SV Maluku          | Marum                              | 1 juni 1973       | 2005       | Formeel opgericht op 1 juni 1973 en aangesloten bij de KNVB. |
| Tantina            | Leerdam                            | Vraag             | Vraag      | — |
| VV Fadjar          | Breukelen                          | Vraag             | Vraag      | |
| VV Garuda Maluku   | Culemborg                          | 2 juli 1977       | 1997       | Ontbonden in 1997. |
| VV Maluku Muda     | Woonoord De Biezen, Barneveld      | 1957              | 1997       | Formeel opgericht op 1 juli 1961 en aangesloten bij de KNVB. Tot 1974 in het Woonoord De Biezen, daarna het dorp Barneveld.                                      |
| VV Rehoboth        | Tilburg                            | Vraag             | Vraag      | Club van de Molukse Kerk Rehoboth in Tilburg. |